# Wafaa Bilal
Wafaa Bilal (en árabe: وفاء بلال‎ [/wæfæ bɪlˤɑːlˤ/]; (nacido el 10 de junio de 1966) es un activista y artista iraquí americano, antiguamente profesor en la Escuela del Instituto de Arte de Chicago y actualmente profesor asociado en la Escuela Tisch de Artes Escénicas de la Universidad de Nueva York. Es principalmente conocido por su trabajo, Tensión Doméstica, una pieza de instalación de arte para la cual vivió, por un mes, en una galería mientras usuarios de internet que, mirando desde una webcam, le disparaban paintballs remotamente, y por su libro, Shoot an Iraqui: Art, Life and Resistance under the Gun (en español: Dispara a un iraquí: Arte, Vida y Resistencia bajo la Pistola), basado en dicha obra, en el cual describe los horrores de vivir en una zona de conflicto y haber crecido bajo el régimen de Saddam Hussein.

## Vida
La familia de Bilal es nativa de Najaf, Irak. Se crio durante un período particularmente turbulento de la historia de Irak, y ha sido su experiencia con la guerra y la revolución lo que ha influenciado su arte. De joven soñaba con convertirse en artista pero se le prohibió estudiar arte en cualquier universidad de su país natal debido a la supuesta deslealtad al régimen de un miembro de su familia; a causa de esto, se conformó con estudiar geografía. A pesar de habérsele prohibido el estudio del arte, continuó creando obras que criticaban el régimen de Saddam Hussein, lo que lo llevó a ser arrestado por disidente.
En 1991, luego de negarse a presentarse voluntario para participar en la invasión de Kuwait y debido a que se encontraba organizando grupos opositores al régimen, huye de Irak y termina viviendo en un campamento de refugiados en Arabia Saudí por dos años, donde se dedicó a enseñar arte a niños. De este modo Bilal pasó a formar parte de una generación de intelectuales y artistas iraquíes que fueron forzados a vivir en el exilio, donde estuvieron aislados de su herencia cultural y prácticas de arte iraquí actuales.
En 1992 viaja a los Estados Unidos para estudiar arte en la Universidad de Nuevo México en Alburquerque, de la cual se graduó con un BFA en 1999. Más tarde se muda a Chicago, donde, en 2003, ganó un MFA otorgado por el Instituto de Arte de Chicago, donde, al año siguiente, pasó a ejercer como profesor adjunto. Además de realizar obras de arte se ha dedicado a dar conferencias sobre el régimen de Saddam Hussein, lo que lo llevó a ser entrevistado por el History Channel. En 2004, el hermano de Bilal fue asesinado en su ciudad natal de Kufa, Irak, por impacto de un misil perteneciente a los Estados Unidos. Este hecho aumentó de manera profunda su condena de la Guerra de Irak. Ha viajado alrededor del mundo educando a la población sobre la situación del pueblo iraquí y la importancia de la resolución pacífica de conflictos.

## Tensión doméstica
En mayo de 2007 Bilal comenzó un proyecto de 30 días de duración el cual llamó Tensión Doméstica, que a su vez doblaba como acto de protesta por la Guerra de Irak. Durante la instalación de la pieza, Bilal se recluyó en una pequeña habitación ubicada en las Galerías FlatFile, localizadas en Chicago. A pesar de que el artista estaba confinado a ese espacio, podía ser visto las veinticuatro horas del día a través de una cámara que había conectado al Internet. Además de la cámara, Bilal instaló una pistola de paintball manejada por un control remoto que los espectadores podían utilizar para dispararle en cualquier momento. La pistola disparaba una pintura amarilla de olor putrefacto y emitía un fuerte sonido que asemejaba al de una pistola semiautomática al ser disparada.
La inspiración para crear Tensión Doméstica provino de las experiencias que adquirió Bilal viviendo en campos de refugiados durante el régimen de Saddam Hussein, así como del dolor de haber perdido a miembros de su familia en la guerra. El artista debía lidiar con la realidad de una guerra que se estaba librando al otro lado del mundo, lejos de él.  
Sin embargo, la idea para la obra nace cuando, un día, Bilal se entera de que las personas iraquíes estaban siendo asesinadas por soldados que ni siquiera se encontraban realizando servicio militar en el país— tenían el poder de disparar misiles "sentados en un sillón delante de un ordenador en algún lugar remoto, como si todo se tratase de una especie de videojuego." Horrorizado por la forma en la que, tan fácilmente, soldados (y ciudadanos americanos) podían distanciarse de los horrores de guerra, Bilal creó Tensión Doméstica como forma de recordarse constantemente, a sí mismo y al resto del mundo, de los horrores que se vivían en su país natal.
La realización de la obra fue perjudicial para el artista y le pasó factura, no sólo físicamente, sino también mental y emocionalmente. 
Limitado a estar confinado dentro de la galería, Bilal no tenía manera de huir de la amenaza constante de la pistola de paintball, del sonido ensordecedor que esta emitía al dispararse, o de la respuesta en vivo que recibía de los espectadores que observaban cada uno de sus movimientos mediante la web. Además de los hematomas recibidos por el impacto con las bolas de paintball, el artista se sentía tan abrumado por la amenaza constante de ser disparado que desarrolló un trastorno de estrés postraumático, como si de verdad se encontrase en una zona de guerra. En el chat anexo a la transmisión en vivo, Bilal era constantemente insultado y menospreciado por sus espectadores, quienes lo acusaban de intentar esquivar los disparos de la pistola o incluso afirmaban que la realización de la obra era todo un acto, una farsa. Si Bilal no cumplía con los deseos de los espectadores, estos se enfadarían, dejando a veces comentarios "racistas y que demonizaban explícitamente todo lo que fuese "diferente." En el curso de los 30 días que duró la instalación de la obra fueron disparados un total de 60.000 tiros de pintura, por "shooters" o francotiradores provenientes de 128 países diferentes.
Wafaa Bilal transcribió su experiencia realizando Tensión Doméstica en un libro titulado Dispara a un iraquí: Arte, Vida y Resistencia Bajo la Pistola. El libro funciona tanto como una autobiografía, donde explica la vida y experiencias del autor, como una explicación de la instalación y significado de su obra.

## Virtual Jihadi
En otra de sus obras, una pieza que dobla como un videojuego de ordenador, titulada Night of Bush Capturing: Virtual Jihadi (en español: Noche de Captura de Bush: Jihadi Virtual), Wafaa Bilal se coloca a sí mismo como un bombardero suicida que es enviado en una misión para asesinar al entonces presidente George W. Bush. La obra de Bilal es una versión modificada del popular videojuego "Buscando a Bush", que a su vez es una versión modificada de otro videojuego llamado "Buscando a Saddam", en el cual los jugadores debían buscar y capturar al exlíder iraquí. En su página web, Bilal dice,   
Esta obra de arte tiene como propósito llamar la atención pública y dirigirla hacia la vulnerabilidad que experimentan los ciudadanos iraquíes, hacia los horrores de la guerra que se está llevando a cabo y para exponer las generalizaciones racistas de la población. Juegos similares a este como "Buscando a Saddam" o "El Ejército Americano" promueven nociones estereotípicas y negativas sobre el pueblo iraquí. Mi arte busca deshacer estas nociones, y tiene como finalidad demostrar la vulnerabilidad de los ciudadanos iraquíes ante el reclutamiento por grupos violentos como Al Qaeda debido a la ocupación de Estados Unidos en Iraq. En estos tiempos difíciles, cuando nos encontramos en guerra con otra nación, es nuestro deber como artistas y ciudadanos el crear estrategias que promuevan el diálogo. Esta plataforma es una obra y situación ficticia que aprovecha el formato distinto que proveen los videojuegos para crear una narrativa diferente y cambiar perspectivas. Debido a que vivimos en una zona cómoda, lejos del trauma vivido en la zona de conflicto, nosotros los americanos nos hemos vuelto insensibles a la violencia de la guerra. Estamos desconectados, desacoplados, mientras muchos otros sufren. Este juego proporciona un espejo que refleja y revela nuestra propensión a la violencia, al racismo y la propaganda. Podemos cerrar los ojos, dejar de escuchar con las orejas y negar que existe, pero eso no hará que el problema desaparezca.
A finales de febrero de 2008, Wafaa Bilal fue invitado por el Instituto Politécnico Rensselaer para realizar una conferencia presentando su obra más reciente.  El 6 de marzo, día después de la conferencia de Bilal, la administración del IPR dio un comunicado anunciando que no permitirían que la exhibición fuese expuesta en el campus, y desde entonces se han negado a volverla a exhibir. La decisión fue tomada luego de que la organización de Universitarios Republicanos llamara, en un post de su blog, al Departamento de Artes un "espacio seguro para terroristas". Si bien dicha declaración ha sido retractada, el IPR ha sido criticado por defensores del derecho a la libertad de expresión y la libertad artística.

## Perro o iraquí
Waafa Bilal fue invitado a participar en un proyecto de Net Art llamado "Dog or Iraqi" (en español: Perro o Iraquí) mientras ejercía como artista en el Instituto Politécnico Rensselaer. En este, se le permitía a la audiencia decidir, entre él, un iraquí, y un perro llamado Buddy, quién sería sujeto a recibir un submarino, una forma de tortura en la cual se coloca una toalla o pieza de tela mojada en la boca y nariz del torturado, ahogándolo, en una localización "desconocida" en la ciudad de Nueva York. Fue él quien terminó recibiendo el submarino.      

## The 3rd I
The 3rd I (en español: El 3er O, o El Tercer Ojo) fue un proyecto artístico de Bilal exhibido en el Mathaf: Museo Árabe de Arte Moderno, el 30 de diciembre de 2010 en Catar. 
El proyecto, que comenzó el 15 de diciembre de 2010 y debía durar un año, consistía en la instalación de una placa de titanio en la parte de atrás de la cabeza, entre el cráneo y la piel, del propio Bilal, de la cual prendía una cámara sostenida por tres postes. La instalación fue realizada por un experto en modificaciones corporales en una tienda de tatuajes localizada en la ciudad de Los Ángeles.
Dicha cámara estaba programada para tomar una foto por minuto, sin ningún tipo de influencia por parte de Bilal. Las imágenes captadas por la cámara eran transmitidas en vivo en la página web del proyecto: www.3rdi.me y en el Mathaf. La página web también proveía su ubicación en vivo mediante localización GPS, pero para evitar la violación de privacidad, la Universidad de Nueva York le requería a Bilal que cubriese la cámara mientras se encontrase trabajando en el campus.
El proyecto no pudo ser terminado debido a que, el 4 de febrero de 2011, uno de los postes que sostenían la cámara debió ser removido en vista de que el cuerpo del artista lo estaba rechazando, aún habiendo tomado antibióticos y esteroides, lo que le causaba dolor constante.

## Otros trabajos
Waafa Bilal se considera a sí mismo un artista político, tratando temas como la guerra y opresión, así como la experiencia iraquí. Considera que su mayor influencia es su experiencia criándose bajo la represión y violencia del estado Baatisht en Irak. También ha sido inspirado por sus experiencias de injusticia y sufrimiento en estados Unidos. Ha producido fotografías e instalaciones de vídeo que exploran estas emociones y condiciones en hiperrealidad.
Algunos ejemplos de su trabajo son obras como Raze 213, que consistía en que los espectadores oliesen un pedazo de carne descomponiéndose en ácido, proyecto que fue desmantelado por las autoridades sanitarias de Nuevo México. La obra era una referencia a una técnica de tortura practicada por Saddam Hussein en la que les lanzaba, aleatoriamente, ácido nítrico a sus prisioneros.
En agosto de 2007, en San Francisco, realizó una obra en la cual recreaba cuartos de habitaciones destruidas debido a la guerra en Irak. Las habitaciones se encontraban cubiertas en cenizas, algunas con restos humanos en ellas.
Sin embargo, no todas sus obras giran en torno a la guerra de Irak. Algunos de sus proyectos como Technoviking y The 3rd I exploran temas como la creciente popularidad e influencia de las redes sociales y el creciente fenómeno de los "influencers" y conceptos como el significado de las imágenes y futuro de la fotografía, respectivamente.

## Obras Realizadas
- El dolor de Bagdad (1999)
- Bebedor de absenta
- Raze 213 (1999)
- Mona Lisa (2002)
- Un Bar en el Folies Begère (2003)
- Baiti "Mi Casa" (2003)
- Una Silla (2005)
- Midwest Olympia (2005)
- Condición humana (2005)
- Tensión doméstica (2007)
- Dispara a un iraquí: Arte, Vida y Resistencia Bajo la Pistola (2008) ISBN 978-0-87286-491-7.
- Virtual Jihadi (2008)
- ... Y Contando (2010)
- 3rdi (2010@–11)
- Technoviking (2013)
- Serie de Cenizas (2003-2013)
- 168:01 (2015-2016)

## Búsquedas similares
- Arte iraquí
- Arte islámico
- Lista de artistas iraquíes